# Aurigny Air Services
Aurigny Air Services Limited — авиакомпания, базирующаяся на Нормандских островах и принадлежащая правительству Гернси. Неофициально она считается национальной авиакомпанией островов (острова не могут иметь официальную национальную авиакомпанию, так как они не являются независимым государством).
Aurigny Air Services осуществляет пассажирские и грузовые перевозки между самими островами, а также между Нормандскими островами и аэропортами Франции и Великобритании.
Порт приписки авиакомпании — Гернси. Дополнительные хабы — Олдерни, Джерси.

## История
Компания была основана 1 марта 1968 года. В июле 1971 года Aurigny Air Services стала первым коммерческим эксплуатантом самолётов типа Britten-Norman Trislander. Aurigny Air Services остаётся крупнейшим пользователем самолётов этого типа.
Первоначально компания принадлежала Aurigny Aviation Holdings. 23 марта 2000 года Aurigny Air Services была куплена Close Brothers Private Equity, но вскоре, 15 мая 2003 года, авиакомпания была выкуплена правительством Гернси.
По состоянию на 2007 год в авиакомпании работает примерно триста человек.

## Маршруты

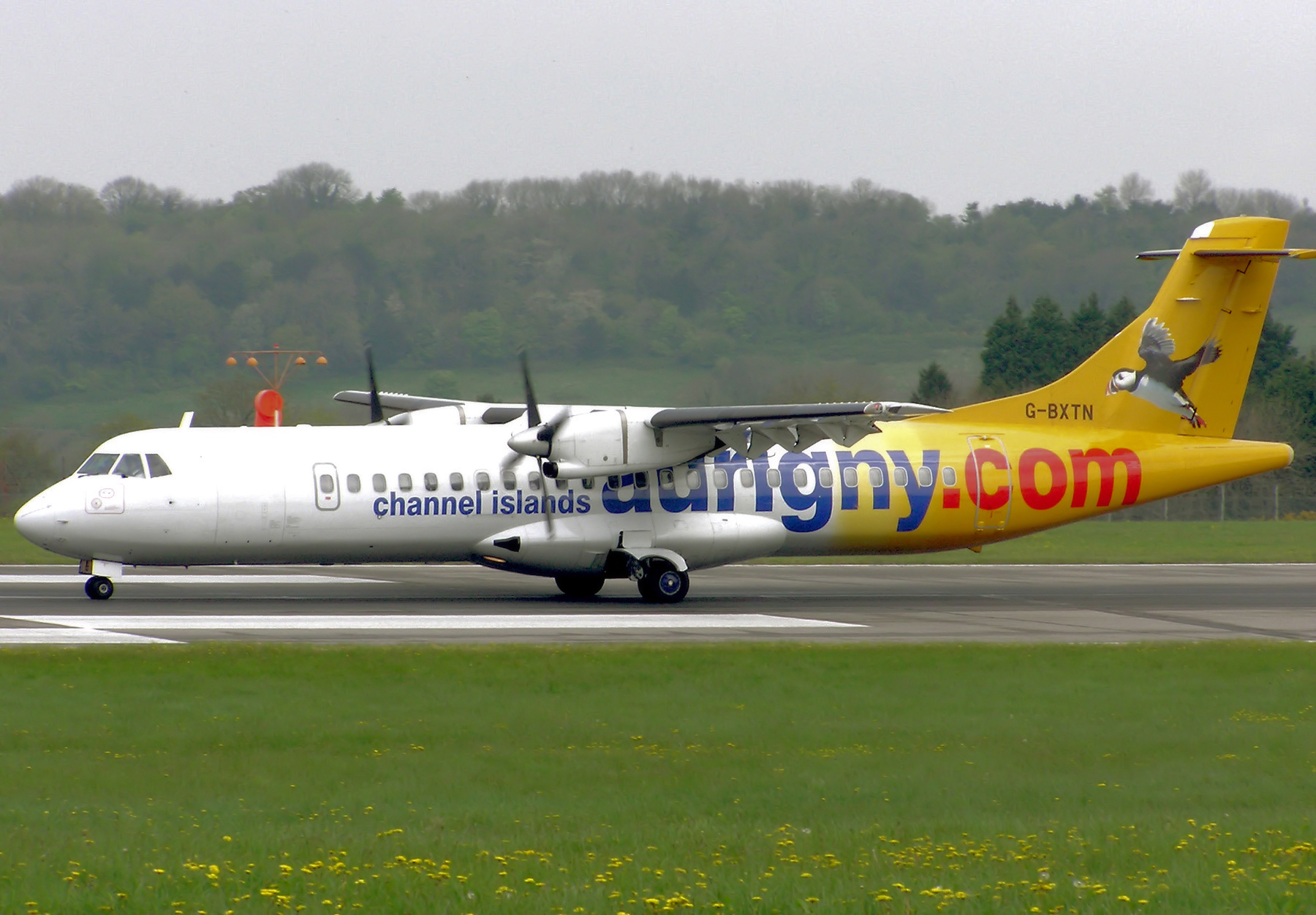
Aurigny Air Services ATR 72-200 в аэропорту Бристоля

По состоянию на 2007 год компания обслуживает следующие аэропорты:
- Нормандские острова:
  - Олдерни (Аэропорт Олдерни)
  - Гернси (Аэропорт Гернси, узел маршрутной сети)
  - Джерси (Аэропорт Джерси)

- Великобритания:
  - Бристоль (Международный аэропорт Бристоль)
  - Лондон (аэропорт Гэтвик и аэропорт Стэнстед)
  - Манчестер (Аэропорт Манчестер)
  - Саутгемптон (Аэропорт Саутгемптон)

- Франция
  - Динар (аэропорт Динар — Плюртуи — Сен-Мало)

Внутренние рейсы (между Нормандскими островами) длятся совсем недолго, перелёт Гернси — Джерси занимает 15 минут, перелёт Гернси — Олдерни — 12 минут. При этом на обоих маршрутах вылеты совершаются каждые полчаса.
Помимо транспортных рейсов, Aurigny Air Services также проводит воздушные прогулки-экскурсии.

## Флот

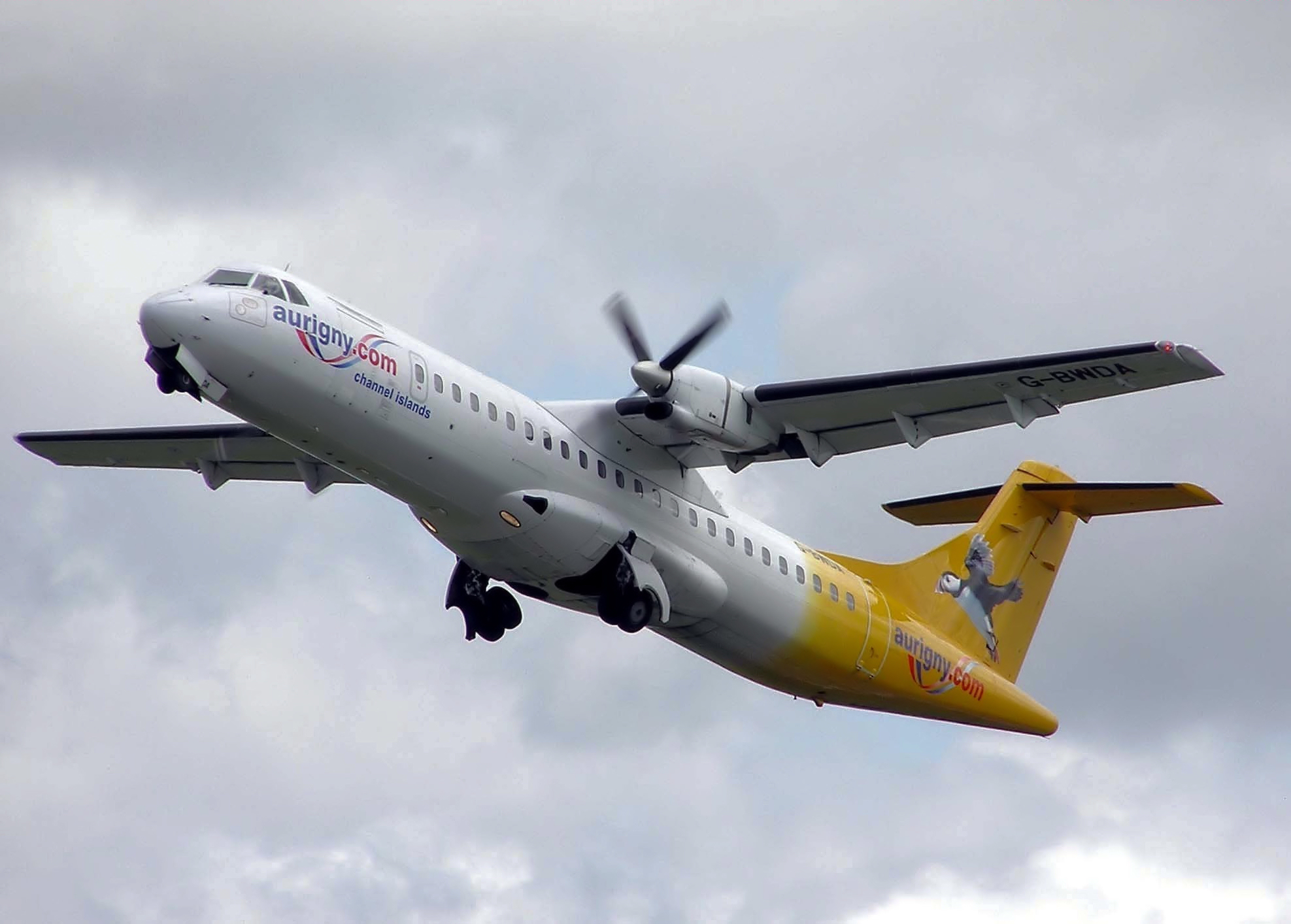
Aurigny Air Services ATR 72-200 на взлёте

В феврале 2014 года воздушный флот авиакомпании Aurigny Air Services составляли следующие самолёты:
| Тип самолёта              | В эксплуатации | Заказано | Пассажирских мест | Примечания                 |
| ATR 72-200                | 2              | —        | 66                |                            |
| ATR 72-500                | 2              | —        | 72                |                            |
| Britten-Norman Trislander | 5              | —        | 16                |                            |
| Embraer 195               | 1              | 1        | 124               | Поставка в июне 2014 года< |
| Всего                     | 10             | 1        |                   |                            |

На внутренних рейсах используются только самолёты Britten-Norman Trislander. Эти винтовые трёхмоторные самолёты могут перевозить 17 пассажиров с максимальной скоростью 267 км/ч. На рейсах в Великобританию и Францию чаще используются самолёты ATR 72-200, перевозящие до 36 пассажиров со скоростью до 393 км/ч.
Раньше всё самолёты Aurigny Air Services полностью красились в жёлтый цвет, современная раскраска — бело-жёлтая.